# Referens (datateknik)
Referenser är inom datavetenskap ett sätt att indirekt hänvisa till en variabel eller annat objekt i ett program. Referensen kan vara explicit (en pekare eller adress) eller implicit (någon mer transparent mekanism). På implementeringsnivå är det dock alltid fråga om en pekare eller ett index som adresserar objektets (variablens) minnesutymme. Precis som för många andra datalogi-termer, så kan nomenklaturen vara något vacklande (på svenska såväl som på engelska).